# جورج هوليوك
جورج يعقوب هوليوك (بالإنجليزية: George Holyoake)‏ (13 أبريل 1817 - 22 يناير 1906) كاتب إنكليزي ولد في برمنغهام، انكلترا صاغ مصطلح العلمانية في عام 1851  عندما أوردها في مقال له نشرة في مجلة ذي ريزونور ومصطلح الجينغوية في عام 1878.

## النشأة
ولد جورج هوليوك في الثالث عشر من أبريل عام 1817 في مدينة برمنجهام في المملكة المتحدة، كان والده سمكرياً فتبعه هوليوك في تجارة المُسمكَرات وعملت والدته في صناعة الأزرار. وقد انخرط هوليوك في هذا العمل منذ كان في الثامنة من عمره، وحتى التحاقه بمعهد برمنجهام للميكانيكا، وخلال هذه الفترة اكتشف هوليوك الكتابات الاشتراكية لروبرت أوين وأعجب بها. وأصبح لحقا مدرسا مساعدا.
في عام 1836، بدأ هوليوك في حضور دروس مسائية في معهد ميكانيكا برمنغهام. في هذا الوقت سمع لأول مرة عن الأفكار الاشتراكية لـروبرت أوين. في العام التالي، انضم هوليوك إلى جمعية روبرت أوين «لكل الطبقات لكل الأمم» All Classes of All Nations وأصبح من أتباع روبرت أوين. وبعد زواجه في 10 مارس 1839 من إليانور ويليامز (1819-1884)، ابنة توماس ويليامز، وهو مزارع صغير من كينغزوينفورد، قرر أن يعمل كمدرس. في عام 1840، تقدم هوليوك بطلب ليصبح مدرسًا في معهد ميكانيكا برمنغهام. ولكنه رفض بسبب آرائه الاشتراكية والإلحادية. منزعجًا من فشله في أن يصبح مدرسًا، تقدم هوليوك بطلب وتم قبوله كمبشر أويني (نسبة إلى روبرت أوين) اجتماعي. كان أول منصب له في ورسستر، وفي العام التالي تم نقله إلى منصب أكثر أهمية في شيفيلد.

## الإدانة بالتجديف
بالإضافة إلى إلقاء المحاضرات للكبار، أنشأ هوليوك أيضًا مدرسة نهارية للأطفال في المدينة. بدأ هوليوك المساهمة بمقالات في صحيفة وحي المنطق Oracle of Reason، وهي مجلة تنتقد المسيحية بشدة. في يناير 1842، تم القبض على تشارلز ساوثويل، محرر المجلة، وإدانته بتهمة التجديف. بينما كان ساوثويل في السجن، أصبح هوليوك محرر المجلة الجديد. وبعد ستة أشهر، اتهم هوليوك أيضًا بـ «إدانة المسيحية» في خطاب ألقاه في شلتنهام. في أغسطس 1842، أُدين وحُكم عليه بالسجن ستة أشهر. ووضعت وفاة ابنته مادلين في أكتوبر 1842 ختمًا عاطفيًا على تحوله الفكري إلى الإلحاد.
بعد إغلاق صحيفة وحي المنطق في نهاية عام 1843، أسس هوليوك صحيفة أكثر أعتدلا تدعى الحركة The Movement

## روابط خارجية
- جورج هوليوك: ناحت مصطلح العَلمانية نسخة محفوظة 17 ديسمبر 2020 على موقع واي باك مشين. على موقع علمانيون يمنيون